# Pazifische Hurrikansaison 2004
Die Pazifische Hurrikansaison 2004 startete offiziell am 15. Mai 2004 im östlichen Pazifik und am 1. Juni 2004 im zentralen Pazifik und dauerte bis zum 30. November 2004. Diese Daten begrenzen konventionell den Abschnitt des Jahres, in dem sich im nordöstlichen Pazifik die meisten tropischen Wirbelstürme bilden.
Diese Saison war die erste seit der Saison 1990 die zu keinen Todesfällen führte.

## Stürme

### Tropischer Sturm Agatha
Am 22. Mai entwickelte sich aus einer tropischen Welle, kombiniert mit einer stationären Tiefdruckrinne das tropische Tiefdruckgebiet Eins-E. Zu diesem Zeitpunkt befand sich das Tiefdruckgebiet 925 km südsüdöstlich von Cabo San Lucas, Mexiko. Das Tiefdruckgebiet zog Richtung Nordwesten in einen Bereich von nur leichter Windscherung. Wegen dieser guten Voraussetzung verstärkte sich das Tiefdruckgebiet schnell zum tropischen Sturm Agatha, am selben Tag seiner Bildung. Am 23. Mai erreichte Agatha einen Spitzenwert von 95 km/h und somit auch ihren Höhepunkt. Am 24. Mai sorgten trockene Luft und kühlere Gewässer für eine rasche Abschwächung von Agatha, sodass sich der Sturm am selben Tag zu einem Resttief degenerierte. Die Überreste Agathas lösten sich am 26. Mai vollständig auf.

### Tropisches Tiefdruckgebiet Zwei-E
Am 17. Juni löste sich eine tropische Welle von der Westküste Afrikas und erreichte am 25. Juni den östlichen Pazifik. Als das System am 2. Juli begann eine Zirkulation aufzubauen, aktualisierte das National Hurricane Center es am selben Tag zum tropischen Tiefdruckgebiet Zwei-E. Zu diesem Zeitpunkt befand es sich 1.205 km südwestlich von Baja California Sur. Wegen kühlerer Gewässer konnte sich das Tiefdruckgebiet nicht mehr weiter intensivieren und degenerierte früh am 4. Juli zu einem Resttief. Die Reste lösten sich am 5. Juli auf.

### Tropisches Tiefdruckgebiet Eins-C
Anfang Juli befand sich ein Cluster von Gewittern weit südlich von Hawaii. Am 5. Juli hatte sich das System genug organisiert, um als tropisches Tiefdruckgebiet Eins-C klassifiziert zu werden. Dies geschah 1.100 km südsüdöstlich von Johnston-Atoll. Im Verlauf des Tages zog das Tiefdruckgebiet Richtung Westen und blieb relativ unorganisiert. Dies blieb auch am nächsten Tag so, sodass sich das Tiefdruckgebiet wieder auflöste. Eins-C entstand so südlich wie nur die Stürme Ekeka und Hali aus dem Jahr 1992.

### Tropischer Sturm Blas
Am 1. Juli löste sich eine tropische Welle von der Westküste Afrikas. Nachdem sie eine Woche Richtung Westen über den Atlantik, das Karibische Meer und Mittelamerika zog, erreichte sie den Pazifik. Dort begann sie sich zu organisieren begann und Konvektion aufbaute, wurde sie am 11. Juli als tropisches Tiefdruckgebiet Drei-E eingestuft. Zu diesem Zeitpunkt befand es sich 540 km südwestlich von Zihuatanejo. Sechs Stunden nach der Bildung verstärkte sich das Tiefdruckgebiet in einen tropischen Sturm und bekam den Namen Blas. Obwohl die Bedingungen sehr günstig waren, konnte sich Blas nicht in einen Hurrikan intensivieren. Im Verlauf des 12. Julis zog der Sturm Richtung Nordwesten um ein Hochdruckgebiet herum und erreichte am 13. Juli seinen Höhepunkt mit Windgeschwindigkeiten von 100 km/h. Wegen kühleren Gewässern schwächte sich Blas am 14. Juli zunächst in ein tropisches Tiefdruckgebiet, und dann am 15. Juli in ein Resttief ab. Das Resttief löste sich am 19. Juli westlich von Niederkalifornien auf.

### Hurrikan Celia
Eine tropische Welle löste sich von der Küste Afrikas und erreichte den östlichen Pazifik. Es trat eine Fläche von günstigen Bedingungen auf, sodass sich am 19. Juli das tropische Tiefdruckgebiet Vier-E bildete. Das Tiefdruckgebiet erreichte schnell Sturm-Status, worauf der Sturm den Namen Celia bekam. Celia intensivierte sich rasch weiter und erreichte am 22. Juli Hurrikan-Status. Der Hurrikan erreichte einen Spitzenwert von 140 km/h, bevor er auf eine Fläche von kühleren Gewässern und trockener Luft trifft und sich abschwächt. Der Sturm schwächte sich am 24. Juli in ein tropisches Tiefdruckgebiet ab und löste sich einen Tag später auf.

### Hurrikan Frank
Am 18. August zogen die Reste von Tropensturm Earl in den Pazifik. Im Laufe der nächsten Tage begann das System langsam Konvektion aufzubauen und wurde am 23. August 665 km südlich von Cabo San Lucas, Niederkalifornien als tropisches Tiefdruckgebiet Acht-E klassifiziert. Das Tiefdruckgebiet begann sich rapide zu verstärken und wurde nur 12 Stunden nach seiner Bildung ein tropischer Sturm, der den Namen Frank erhielt. Frank setzte seine rasche Intensivierung fort, als es Richtung Nordwesten zog und erreichte seinen Höhepunkt am 24. August mit Windgeschwindigkeiten von 140 km/h und einem minimalen Luftdruck von 979 hPa als ein Kategorie-1-Hurrikan. Kurz nach seinem Höhepunkt zog der Hurrikan über kühlere Gewässer und schwächte sich rasch in einen tropischen Sturm ab. Am 26. August degenerierte Frank zu einem Resttief. Die Reste zogen nach Südwesten und lösten sich am 27. August 1205 km westlich von Niederkalifornien auf.

### Hurrikan Howard
→ Hauptartikel: Hurrikan Howard (2004)

### Hurrikan Javier
Das tropische Tiefdruckgebiet Dreizehn-E entstand am 10. September südsüdöstlich vom Isthmus von Tehuantepec. Im Laufe des Tages zog es langsam Richtung Nordwesten und verstärkte sich am Morgen des 11. Septembers in einen tropischen Sturm, der den Namen Javier bekam. Am Nachmittag des 12. Septembers startete Javier eine rapide Intensivierung und wurde ein Hurrikan. Javier erreichte seinen Höhepunkt am Morgen des 14. Septembers mit andauernden Windgeschwindigkeiten von 240 km/h und einem minimalen Luftdruck von 930 hPa. Am folgenden Tag wurden die ersten Sturmwarnungen für Niederkalifornien herausgegeben. Im Verlauf der nächsten Tage schwächte sich Javier genauso schnell wieder ab, wie er sich verstärkt hatte und geht am 19. September südlich von San Ignacio nur als ein tropisches Tiefdruckgebiet an Land. Noch am selben Tag degenerierte das Tiefdruckgebiet zu einem Resttief und zog ins Landesinnere. Javier sorgte für moderate Schäden in Nordwest-Mexiko. Das Resttief brachte in den Vereinigten Staaten schwere Regenfälle.

## Sturmnamen
Die folgenden Namen wurden im östlichen pazifischen Becken für benannte Stürme benutzt:
Agatha, Blas, Celia, Darby, Estelle, Frank, Georgette, Howard, Isis, Javier, Kay, Lester
Nicht mehr zur Anwendung kamen:
Madeline, Newton, Orlene, Paine, Roslyn, Seymour, Tina, Virgil, Winifred, Xavier, Yolanda, Zeke

## Belege
1. ↑  Lixion A. Avila: Tropical Storm Agatha Tropical Cyclone Report. National Hurricane Center, 2. Juni 2004, abgerufen am 16. Oktober 2013 (englisch).
2. ↑  Miles B. Lawrence: Tropical Depression Two-E Tropical Cyclone Report. National Hurricane Center, 17. Juli 2004, abgerufen am 16. Oktober 2013 (englisch).
3. ↑  Richard J. Pasch: Tropical Storm Blas Tropical Cyclone Report. National Hurricane Center, 8. September 2004, abgerufen am 16. Oktober 2013 (englisch).
4. ↑  Stacy R. Stewart: Hurricane Celia Tropical Cyclone Report. National Hurricane Center, 12. Oktober 2004, abgerufen am 16. Oktober 2013 (englisch).
5. ↑  David P. Roberts, Miles B. Lawrence: Hurricane Frank Tropical Cyclone Report. National Hurricane Center, 12. November 2004, abgerufen am 16. Oktober 2013 (englisch).
6. ↑  Lixion A. Avila: Hurricane Javier Tropical Cyclone Report. National Hurricane Center, 15. November 2004, abgerufen am 16. Oktober 2013 (englisch).